# Черниченко Юрій Дмитрович

Юрій Дмитрович Черниченко (рос. Юрий Дмитриевич Черниченко; 7 серпня 1929, Грайворон — 14 липня 2010, Москва) — російський публіцист, письменник українського походження.

## Життєпис
Юрій Дмитрович Черниченко народився 7 серпня 1929 у місті Грайворон Курської області в українські родині мешканців Слобідської України. Дитинство майбутнього журналіста і письменника пройшло в місті Алушта, де його батько працював інжерером-плановиком. Крим став малою батьківщиною для Юрія Черниченка на все життя.

## Університетська освіта
Закінчив філологічний факультет Кишинівського університету (1953). Був членом КПРС (з 1954).

## Друковані твори
Друкувався з 1959 року, був автором нарисово-публіцистичних книг:
- «Багатство цілини — народу». (Москва, 1960, у співавторстві з С.Любимовим);
- «Антей і Бобошко» (Москва, 1963);
- «Стрілка компаса» (Москва, 1965);
- «У нас вдома» (Москва, 1967);
- « Зимовий Нікола» (Москва, 1970);
- « Житній хліб» (Москва, 1971);
- «Земля в колоссях» (Москва, 1972);
- «Рівняння з відомими» (Москва, 1974);
- «Яровий клин» (Москва, 1975);
- «Російський чорнозем» (Москва, 1978);
- «Литовський щоденник» (Москва, 1979);
- «Коваль, орач і мірошник» (Москва, 1982);
- «Про картоплю» (Москва, 1982);
- «Надія і опора» (Москва, 1983, у співавторстві з Б. Метальниковим);
- «Уміння вести будинок» (Москва, 1984);
- «Російська пшениця. Нариси» (Москва, «Современник», 1987);
- «Хліб. Нариси. Повість» (Москва, «ХЛ», 1988);
- «Російський хліб» (Москва, «Правда», 1988);
- «Країна Лимонія» (Москва, третя друкарня РАН, 1995);
- «Справа була в Росії» (Москва, «Московський робітник», 1997).
- «Час вечері» (рос. «Время ужина»), Москва-Алушта, 2009.

Друкується в виданнях, «Літературна Газете», «Вісник єврейської рад. Культури», в журналах «НМ» (1985, № № 1, 8; 1986, № 12; 1988, № 5; 1989, № 9); «Огонёк» (напр. 1990, № 3), «Соціум» (1992, № 2), «Знамя» (1987, № № 3, 7; 1989, № № 1,2; 1995, № 9; 1997, № 4).

## Громадська діяльність
Набув широкої популярності в 1970-і рр. як публіцист, котрий писав про проблеми російського села, сільської економіки, життя селян, що годували державу, підтримували її обороноздатність, хоча десятиліттями залишались найбільш пригнобленим станом в СРСР. Був ведучим телепрограми «Сільський час».
З початком перебудови зайняв відверто ліберальну позицію. Був ініціатором створення і головою Селянської партії (з 1991). У вересні 1993 повністю підтримав Указ Єльцина про розпуск З'їзду народних депутатів і Верховної Ради РФ, закликав заарештувати депутатів і їхніх прихильників, які не підпорядкувалися указу президента.
У жовтні 1993 підписав колективний лист 43 літераторів з вимогою заборонити Указом президента всі комуністичні та націоналістичні організації, закрити опозиційні газети «День», «Правда», «Советская Россия», «Литературная Россия» та інші і визнати нелегітимними не тільки З'їзд народних депутатів, Верховну Раду, а й усі утворені ними органи, включаючи Конституційний Суд РФ.
Черниченко входив до складу Союзу журналістів СРСР, Союзу письменників СРСР (1966), Російського ПЕН-центру. Був членом Ревізійної комісії СП РРФСР (1985—1991), секретарем правління СП СРСР (1986—1991), співголовою правління СП СРСР (з вересня 1991)), членом редакційної ради збірки «Звістка» (М., «Московський робітник», 1989), ради редакції журналу «Огонёк». Очолював Союз письменників Москви (з серпня 1991), був членом громадських рад журналів «Знамя», «Октябрь», ради РВК «Милосердя» (з 1990), редколегії альманаху «Кільце А» (1994).
Обирався народним депутатом СРСР (1989—1991), членом Ради Федерації РФ (з 1993-98), балотувався (безуспішно) до Державної Думи РФ (у 1999).
Черниченко був нагороджений орденом «Знак Пошани», преміями Спілки журналістів СРСР (1966), журналу «НС» (1975, 1978), лауреат конкурсу Міністерство меліорації СРСР і СП СРСР «Людина і Земля» (1988).

## Поховання на горі Кара-Даг
Помер 14 липня 2010 року у Москві на 81-му році життя після тривалої хвороби. За заповітом письменника і журналіста прах розвіяно над горами Криму (Кара-Даг).